# 満州鉄道まぼろし旅行
『満州鉄道まぼろし旅行』（まんしゅうてつどうまぼろしりょこう）は、川村湊による日本の小説。
かつて日本が介入していた旧満洲国・関東州を運行した鉄道（現在は中国交通運輸部が運営）などの資料に基づいた架空の旅行記。
文藝春秋より1998年に単行本化、2002年に文庫本化している。

## 概要
1945年まで、日本が主導して運航していた南満洲鉄道（旧・満州国及び関東州）を旅する物語。旧満州と主人公（作者）、満州国関係者などは実在の人物。

## あらすじ
川村が第二次世界大戦前の日本にわたり、「サツキ」「ヤヨイ」と出会い、当時の満州（北京政府・東北地方）を旅する。二人の子供の引率者として旅をするが、大人な川村ならではの「ナイトライフ」コーナーもある。

## 登場人物

### 主要人物
主に作者かつ主人公である川村が、「サツキ」「ヤヨイ」と旅をする形をとっている。
川村 湊（かわむら みなと）
作者。主人公である彼が1937年（昭和12年）にタイムトリップして出会った、2人の子供と満州の鉄道旅行をすることになった。
本編では案内人の役割もしている。2人の子供は彼のことを「おじさん」と呼び、「このおじさんと満州旅行したい」と親を説得して、その年の夏、彼が2人の保護者として引率。
サツキ
作者の同伴者で、1925年（大正14年）5月5日生まれの小学6年男子。鉄道マニアで「満州」と聞いて、「ぜひ一緒に旅行したい」と志願して行くことになった。ちなみに（ヤヨイ曰く）算数は苦手らしい。ヤヨイのことは「ヤヨイちゃん」と呼ぶ。とりわけ満鉄の名機「パシナ」を運行する特急列車「あじあ」に乗るのを楽しみにしていた。
ヤヨイ
作者の同伴者で、1927年（昭和2年）3月3日生まれの小学4年女子。ちょっとませている。サツキの実妹。サツキのことを「サツキ兄ちゃん」と呼んでいる。サツキが作者と一緒に行くことになり、「私も行く」と言い、同伴。

### その他
作者、サツキ、ヤヨイが道中で知り合うか、話に出てくる人物。なお、基本的に主要3人が旅した当時の役職。
松岡 洋右（まつおか ようすけ）
南満洲鉄道総裁。（主要3人が投宿した）大連のヤマトホテルで、夕食に招待。満州要人との宴なので、3人とも正装（作者、サツキはネクタイスーツ、ヤヨイはドレス）で参加した。
乃木 希典（のぎ まれすけ）
旅順で作者が2人に話した、日露戦争の人物。2人いる息子は戦死している。
秀夫（ひでお）
サツキの友人で、同じく鉄道マニア。彼は以前、満州を旅したことがあり、同乗客の駅スタンプに魅せられてサツキに話した。そのため、サツキが満州の駅スタンプを集めるきっかけとなった。
リン
熊岳城温泉で出会った、ヤヨイと同い年位の少女で中国人と思われる。人見知りで、ヤヨイとは片言で挨拶しただけで去った。
モンゴルの狩り好きハーン
作者が話した「ハロン・アルシャン温泉伝説」に登場した、君主。鹿が治療した温泉を家来経由で知る。
崔 承喜（さい しょうき）
奉天（現・瀋陽）のヤマトホテルで出会った高麗人のダンサーで「半島の舞姫」。主要3人が話したところ、「ダンサーは体力が資本なので、休養を十分にしたい。満鉄でコンパートメントはありますか。」と相談した。
愛新覚羅 溥儀（あいしんかくら ふぎ）
旧・満州国元首（1932年 - 1934年、執政・大同元号、1934年 - 1945年、皇帝・康徳元号）で、主要3人の旅行時はすでに帝位についていた。当時、世界中で「皇帝」だったのはほかに昭和天皇（日本）、レザー・パーレビ1世（イラン）、ハイレ・セラシエ1世（エチオピア）、阮福＝保大帝（ベトナム）のみであった（ヨーロッパで一応、「皇帝」を名乗っていたイタリア・ヴィクトーリオ・エマヌエーレ3世、英国・ジョージ6世がいたが、終戦後は「皇帝」の称号を廃止し、西半球諸国では皇帝制度は廃止されて共和制となっている）。
李 香蘭（り こうらん）
満州首都・新京（現・長春）にあった満州映画の専属女優。主要3人は新京でタイムトリップして2年後に完成したスタジオを見学したときに見かけた。本当は日本人「山口淑子」だが、李家の義子にもなっていたことから、「李香蘭」を名乗っていた。
小沢 開作（おざわ かいさく）
歯科医師であったが、満州国家理想主義者で「満州国」へ渡る。俳優・小沢征悦の祖父。